# رمانتیسم (فیلم)
«رمانتیسم» (انگلیسی: The Romantics (film)) فیلمی در ژانر کمدی رمانتیک است که در سال ۲۰۱۰ منتشر شد.

## بازیگران
- کیتی هلمز
- آنا پاکوین
- جاش دوهامل
- مالین اکرمان
- کندیس برگن
- آدام برودی
- الیجاه وود
- دیانا ایگران
- رزمری مورفی